# DREAM PRICE 1000 キャンディーズ 春一番
『DREAM PRICE 1000 キャンディーズ 春一番』（ドリーム プライス せん キャンディーズ 春一番）は、キャンディーズのミニベスト・アルバム。2001年10月11日発売。発売元はSony Music House。規格品番はMHCL-2。

## 解説
ソニー・ミュージックハウス（現ソニー・ミュージックダイレクト）から「新シリーズ【DREAM PRICE 1000】オリジナル・ヒット6曲入りベスト、まさに夢の価格￥1,000で登場!」と喧伝された廉価版ミニ・ベスト“DREAM PRICE 1000”シリーズの1作。キャンディーズは計2作が発売されており、本作は1976年のシングル・レコード「春一番」から解散日（1978年4月4日）までに発売された1978年の「微笑がえし」まで、1970年代活動中期以降にかけての全6曲を収録している。
同時に1970年代活動初期のシングルを収録した『DREAM PRICE 1000 キャンディーズ 年下の男の子』（MHCL-1）が発売された。
通常のCDショップのほか、都心型ターミナル駅コンコースや高速道路内売店などで販売されていることも多かった。既に生産は中止されている。

## 収録曲
1. 春一番（3分21秒）[1]
  - 作詞・作曲・編曲: 穂口雄右
2. ハート泥棒（3分32秒）
  - 作詞: 林春生、作曲: すぎやまこういち、編曲: 船山基紀
3. やさしい悪魔（3分39秒）
  - 作詞: 喜多條忠、作曲: 吉田拓郎、編曲: 馬飼野康二
4. 暑中お見舞い申し上げます（3分0秒）
  - 作詞: 喜多條忠、作曲: 佐瀬寿一、編曲: 馬飼野康二
5. アン・ドゥ・トロワ（3分39秒）
  - 作詞: 喜多條忠、作曲: 吉田拓郎、編曲: 馬飼野康二
6. 微笑がえし（4分34秒）
  - 作詞: 阿木燿子、作曲・編曲: 穂口雄右